# Universidad Nacional de Lomas de Zamora
La Universidad Nacional de Lomas de Zamora (UNLZ) es una universidad pública argentina fundada por la ley N.º 19.888 del 13 de octubre de 1972, como parte del mismo programa de ampliación de la educación que llevaría a la fundación también de las universidades de Jujuy, La Pampa, Catamarca, Entre Ríos, Luján, Misiones, Salta, San Juan, San Luis y Santiago del Estero. Cuenta con más de 45.000 alumnos en numerosas carreras, algunas de ellas pioneras en su introducción en Argentina; ofrece también una maestría en gestión de la educación en el MERCOSUR y posee una editorial propia.

## Historia
En el segmento final de la década del sesenta, la comunidad de Lomas de Zamora delineaba las aspiraciones de contar con un centro de estudios universitarios. Esto se materializó el 13 de octubre de 1972 con la sanción de la Ley 19.888 que crea la Universidad Nacional de Lomas de Zamora junto a otras casas de altos estudios a lo largo de la geografía nacional argentina.
La creación de la UNLZ se inspiró, por un lado, en el redimensionamiento de las universidades nacionales -especialmente las de Buenos Aires y La Plata-, que desde tiempo atrás se veían sobrecargadas por una población estudiantil en aumento, y por otro lado, debido al gran crecimiento demográfico que se produjo entre 1960 y 1970, que en Lomas de Zamora alcanzó el 51% y en el Gran Buenos Aires el 31%.
La premura con la que se aprobó el proyecto fundacional de la Universidad Nacional de Lomas de Zamora hizo que no se diseñara un proyecto presupuestario que contemplara la necesidad de partidas para construcción de los edificios; de esta manera la UNLZ mostrará un desfasaje presupuestario que se extenderá a través del tiempo.
En ese contexto se inscribieron los primeros alumnos para las tres nuevas carreras: Licenciatura en Administración, Ingeniería Rural, y Licenciatura en Comunicación Social, tres propuestas que intentaban darle un perfil de «no tradicionales» a las carreras de la UNLZ.
Desde su primer inscripción en 1972, la Universidad ha ido configurando una presencia en el ámbito de la Educación Superior que suma hoy una nutrida oferta de grado y posgrado. Con un promedio de 9000 ingresantes por año, y alrededor de 35 mil alumnos regulares, Lomas aporta un significativo porcentaje de la matrícula de las instituciones de educación superior de la provincia de Buenos Aires. El recurso humano fundamental lo compone un plantel de más de 2300 docentes.
Actualmente, ocupa varios edificios construidos en el predio Santa Catalina y en el complejo universitario en el denominado Cruce de Lomas, al que se accede por la Avenida Juan XXIII, a metros de la Ruta Provincial N.º 4 y extiende su zona de influencia a varios distritos del conurbano bonaerense.
El complejo universitario -en donde se ubican los edificios de las Facultades de Ingeniería, Derecho, Ciencias Económicas, Ciencias Sociales, Ciencias Agrarias, el Laboratorio de Medios y la Biblioteca Central- está enclavado en los límites de los partidos de Lomas de Zamora y Esteban Echeverría y en cercanía con La Matanza, Almirante Brown, Ezeiza, Quilmes, Florencio Varela, Lanús, Avellaneda, Presidente Perón, Berazategui y San Vicente.

## Facultades
Para ingresar a las carreras es preciso aprobar un curso de ingreso aunque se puede estar exento dependiendo de los estudios previos del ingresante.
| Facultad                        | Pregrado | Grado |
| ------------------------------- | --- | --- |
| Facultad de Ciencias Agrarias   | - Tecnicatura en Proceso Agroalimentario - Tecnicatura en Producción Vegetal - Tecnicatura en Producción Animal - Tecnicatura en Diseño y Mantenimiento de Espacios Verdes - Tecnicatura en Arboricultura y Vivericultura - Tecnicatura en Gestión de la Calidad e Inocuidad de los Alimentos | - Ingeniería Agronómica - Ingeniería Zootecnista - Licenciatura en Enseñanza de las Ciencias Biológicas - Licenciatura en Gestión de la Calidad e Inocuidad de los Alimentos |
| Facultad de Ciencias Económicas | - Tecnicatura Universitaria Impositivo Contable - Tecnicatura Universitaria en Organización y Métodos | - Contador Público - Licenciatura en Administración |
| Facultad de Ciencias Sociales   | - Tecnicatura en Minoridad y Familia | - Licenciatura en Trabajo Social - Licenciatura y Profesorado en Comunicación Social - Licenciatura y Tecnicatura en Periodismo - Licenciatura y Tecnicatura en Publicidad - Licenciatura y Tecnicatura en Relaciones Laborales - Licenciatura y Profesorado en Psicopedagogía - Licenciatura y Profesorado en Ciencias de la Educación - Licenciatura y Profesorado en Letras - Licenciatura y Tecnicatura en Relaciones Públicas - Licenciatura en Alto Rendimiento Deportivo |
| Facultad de Derecho             | - Corredor de Comercio y Martillero Público - Despachante de Aduana - Técnico Superior en Seguridad - Técnico en Comercio Internacional y Aduanas | - Abogacía - Licenciatura en Seguridad - Licenciatura en Comercio Internacional y Aduanas |
| Facultad de Ingeniería          | - Tecnicatura en Higiene y Seguridad en el Trabajo - Tecnicatura en Programación de Computadoras - Tecnicatura Universitaria en Operación De Actividades Ferroviarias - Tecnicatura Universitaria en gestión industrial - Tecnicatura Universitaria en Gestión Informatizada De Pymes         | - Ingeniería Industrial - Ingeniería Mecánica - Ingeniería Mecatrónica - Ingeniería Ferroviaria - Licenciatura en Higiene y Seguridad en el Trabajo - Licenciatura en Gestión de la Información - Licenciatura en Procesos Productivos con Orientación en Automatización y Robótica |

## Sedes
La mayoría pertenecen a las Facultades de Derecho e Ingeniería:
- Alberti
- Goya
- Las Flores
- Olavarría
- Rufino
- Trenque Lauquen
- Villa Mercedes
- Zárate
- Chivilcoy
- Saladillo
- Escobar
- General Belgrano
- Hurlingham
- Avellaneda
- Ciudad Autónoma de Buenos Aires
- Cañuelas

## Investigación, extensión y asuntos estudiantiles

### Investigación
La universidad cuenta con el programa Lomas Ciencia y Técnica (CyT). Allí, alrededor de 300 investigadores e investigadoras de las facultades llevan adelante diferentes proyectos de investigación, financiados con fondos propios. Algunas de esas investigaciones fueron publicadas en la Revista Lomas CyT, también perteneciente a la Universidad.

### Extensión
Cada Facultad cuenta con sus actividades de extensión específicas, que se renuevan año tras año. Además la universidad cuenta con el Museo Pío Collivadino, ubicado en Banfield, recorre parte de la extensa obra del primer paisajista urbano.

### Asuntos estudiantiles
- Talleres de orientación vocacional: encuentros grupales con una frecuencia semanal. Pueden participar estudiantes del último año de la escuela secundaria, jóvenes y adultos sin límite de edad que deseen continuar con estudios superiores.
- La UNLZ, un lugar para vos: visitas de grupos escolares con alumnos del último año de la escuela secundaria al campus de la UNLZ.